# Caffeine (filme)
Caffeine é um filme norte-americano de 2006, do gênero comédia, dirigido por John Cosgrove.

## Sinopse
Os funcionários e os clientes do café querem dar uma "sacudida" extra em seu café, quando um homem compromissado e tímido tem uma briga em público com a sua ex-namorada raivosa, começa uma série de revelações sobre os casais e suas próprias relações incomuns e cheia de excêntricas conversas pessoais, argumentos de confronto, visões imaginárias, e as conexões entre vários personagens.